# Zelia Trebelli-Bettini
Zelia Trebelli o Trebelli-Bettini, nome d'arte di Zélie Gillebert (o Gilbert) (12 novembre 1836 – Étretat, 18 agosto 1892) è stata una cantante lirica francese, mezzosoprano.
L'arte della Trebelli fu ampiamente ammirata da George Bernard Shaw, che scrisse su di lei diverse volte nelle sue varie recensioni. In particolare, ha ammirato le sue interpretazioni e il suo modo di parlare in inglese, essendo francese.